# At være Anna
At være Anna er en dansk kortfilm fra 2012 instrueret af Mathias Broe og Josephine Aagaard.

## Handling
Alle som har en ældre søskende, har på et tidspunkt sat ham eller hende op på en piedestal, og alle børn har på et tidspunkt ønsket at være ældre, end de er. Ønsket i Anna kommer til udtryk gennem en kombination af barnlig naivitet og spirende pubertet.